# Isaszegi csata (1849)
Az isaszegi csata során Isaszeg és Gödöllő között került sor a tavaszi hadjárat első szakaszának döntő csatájára. 1849. április 6-án a tét mind a két hadsereg számára nagy volt. Ha a magyarok győznek, a császári-királyi hadseregnek Budára vagy Vácra kell visszavonulnia, s ezzel befejeződik a Duna–Tisza köze felszabadítása. Ha a császári-királyi hadseregre mosolyog a hadiszerencse, a magyar fél kénytelen visszavonulni, s biztonsággal csak a Tisza vonalán szilárdíthatja meg helyzetét.

## A szembenálló felek
Windisch-Grätz fővezér vezette császári-királyi sereg körülbelül 55 000 főt számlált. A tüzérség 214 lövegből és röppentyűből (rakéta) állt. A Görgei Artúr vezette magyar fősereg (köztük a lengyel légió katonái) összlétszáma 47 500 fő körül volt. A tüzérséget 198 löveg alkotta. Egészében véve Windisch-Grätz volt fölényben, de a magyar haditerv kiegyenlíthette a hátrányt. Ennek lényege az volt, hogy a VII., a legerősebb hadtest Hatvannál állva magára vonja a császári-királyi fővezér figyelmét, míg három másik hadtest (I., II., III.) délnyugati kerülővel igyekszik az ellenséges fősereg hátába kerülni, s elvágni azt a fővárostól. A terv igen kockázatos volt. Ha Windisch-Grätz rájön, hogy Hatvannál nem az egész magyar hadsereg áll, s szétveri a VII. hadtestet, könnyen ő kerülhet a magyar főerők hátába, s elvághatja őket hadműveleti bázisuktól.
A magyar hadsereg egy 22 kilométernyi hosszú és nagyjából ugyanilyen mély arcvonalon helyezkedett el. Ez az elosztás lehetővé tette, hogy bármelyik veszélyeztetett ponton szükség esetén a hadsereg körülbelül kétharmada bevethető legyen. Windisch-Grätz serege egy 54 kilométer hosszú, s körülbelül 30 kilométer széles arcvonalat szállt meg. Ez azt jelentette, hogy a császári-királyi hadsereget támadás esetén egy nap alatt sem összpontosíthatták.

## Kudarc a kezdeti sikerek után

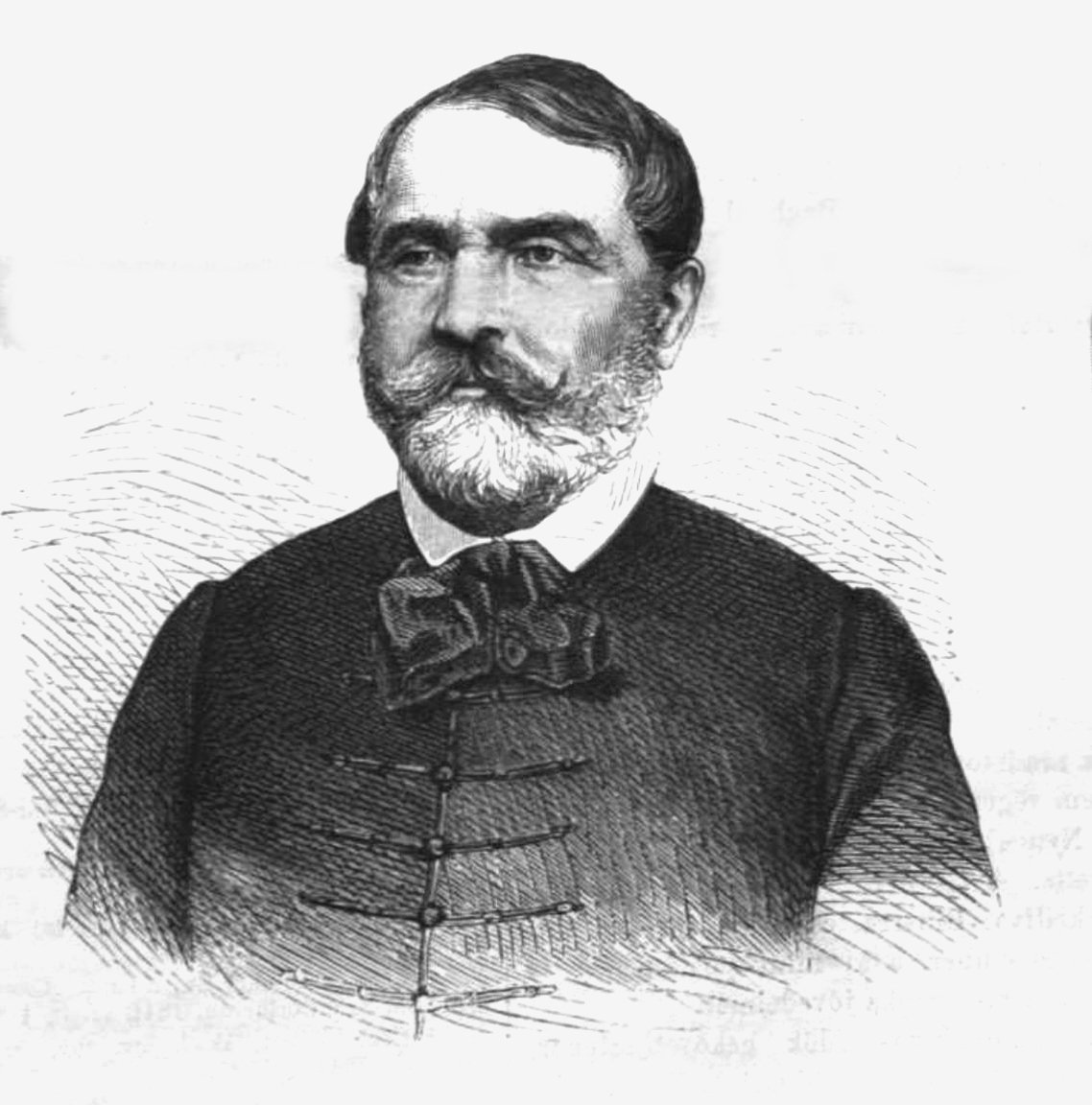
Gáspár András, a VII. hadtest parancsnoka

Gáspár András VII. hadteste fél 1 körül érte el a Galga vonalát Aszódnál, s megszállta Turát és Bagot. A Kmety-hadosztály Hévízgyörk és Bag között Schlik lovasságába ütközött, de ez harc nélkül visszavonult Gödöllőig. Ezután a hadtest csapatai aznap már semmilyen aktivitást nem mutattak, Gáspár úgy vélte, hogy eleget tett aznapi feladatának.
Nagyjából ezzel egy időben Damjanich III. és Klapka I. hadteste is elérte az Isaszeg előtti Király-erdő keleti szegélyét. Damjanich csapatai megtámadták Jellačić utóvéd dandárát, amely az erdőn át Isaszegre vonult vissza, s maga mögött több helyen felgyújtotta az erdőt. Ezután Klapka csapatai támadták meg Franz Adam Grammont von Linthal vezérőrnagy dandárát, s űzték vissza Isaszeg felé. A magyar támadást Zákó István őrnagy dandára hajtotta végre. Ez mindössze a 34., Zomborban szervezett zászlóaljból és egy hatfontos ütegből állt. A zászlóalj remekül szerepelt a téli hadjárat csatáiban, s vitézségét most is bizonyította. Bobich János alezredes dandárának csatárláncba osztott 28. zászlóaljával átkergette a Király-erdőből az ellenséget, és betört Isaszegre.
A falunál azonban már érvényesült az ellenség fölénye. Jelačić három gyalog- és egy lovasdandárának Zákó nem tudott ellenállni, s nemcsak Isaszeget kellett kiüríteni, hanem – súlyos veszteségeket szenvedve – a Király-erdőbe vonult vissza. Eközben a két zászlóalj beleütközött Bobich felfejlődőben lévő dandárába. A 28. zászlóalj kötelékei felbomlottak, s így teljesen védtelenül érte a csapatot a császári-királyi vértesek támadása. A zászlóalj pillanatok alatt súlyos veszteségeket szenvedett. Szerencsére a mögötte haladó vasi 44. és a zalai 47. zászlóalj már jobban állta a sarat. A zalaiak sortüzet zúdítottak az ellenséges lovasságra, mire az felhagyott az üldözéssel. A vérteseket aztán oldalba kapta a Bátori-Sulcz Bódog őrnagy vezette dandár is. Ezt követően a zalaiak megrohanták az erdőbe benyomult császári-királyi vadászokat, s kiűzték őket. Alighogy a némileg rendezett Bobich-dandár elérte az erdő szélét, az Isaszeg melletti magaslatokon álló horvát határőrök lőni kezdték azt. A magyar csapatok, akárcsak Sulcz dandára, nem tudtak kijutni a sűrűből.

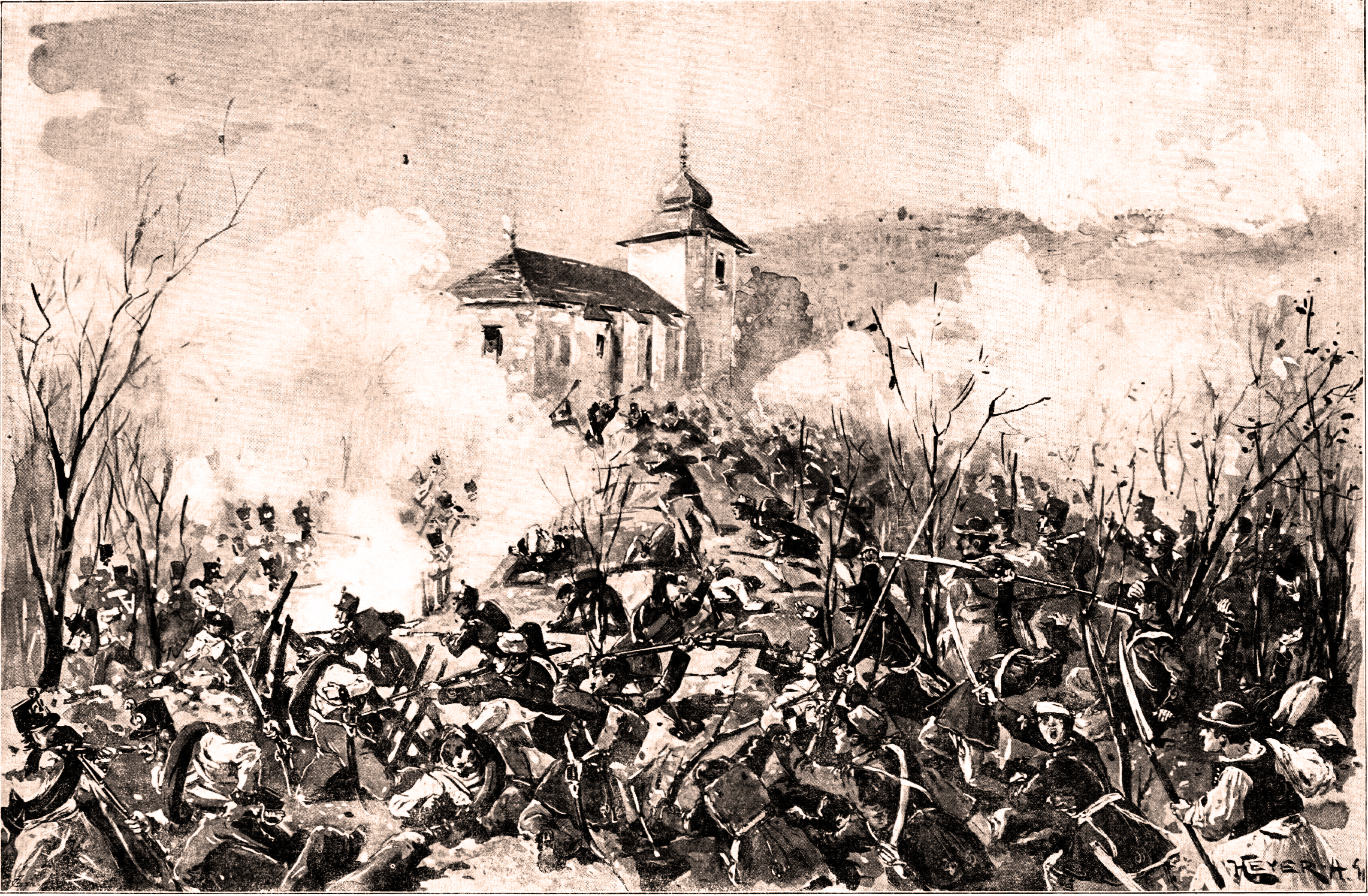
Az isaszegi csata

Délután 2 óra tájban Damjanich csapatai is elérték a Király-erdő nyugati szegélyét. Damjanich rögtön látta Klapka csapatainak veszélyeztetett helyzetét. Knezić Károly ezredes egyik dandárát a Király-erdő északi kiszögelléséhez irányította. Egy másikat Kiss Pál alezredes vezetésével Klapka megsegítésére küldte. Tüzérségét egy kopasz dombon állította fel, lovasságát pedig Isaszegtől keletre, a Király-erdő egyik hajlatában. Ugyanakkor Aulich Lajos tábornokot is a csatatérre küldte a II. hadtesttel. Damjanich támadni akart, hogy Klapkát tehermentesítse. Mielőtt azonban Kiss dandára megérkezhetett volna, Klapka visszavonult. Damjanich ezután eddig elfoglalt állásának tartására szorítkozott. Amikor három óra tájban észrevette, hogy a Klapkát üldöző császári-királyi csapatok visszavonulnak az Isaszeg melletti magaslatokra, támadásba lendült. Jobb oldalát azonban nem biztosította eléggé, mert azt hitte, hogy a VII. hadtest csapatai ellátják ezt a feladatot.

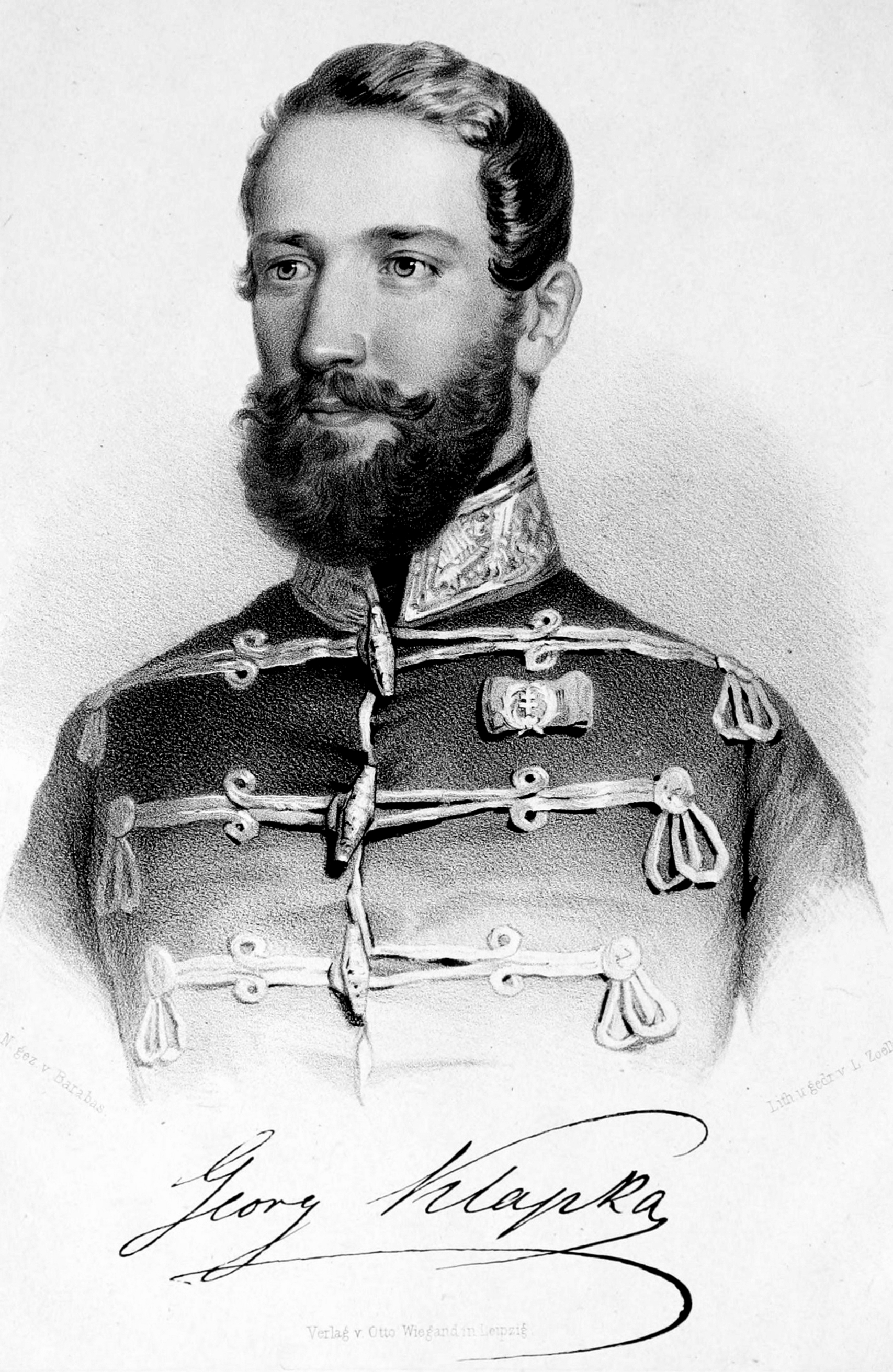
Klapka György, az I. hadtest parancsnoka

## A legsúlyosabb pillanatok
Ekkor következtek a csata legválságosabb pillanatai. Klapka elveszítette a fejét, s faképnél hagyta utasításokat kérő zászlóaljparancsnokait. A Zákó- és Bobich-dandárok az ellenség lövései elől visszavonultak, s Klapka erre utasította Sulczot is. A nagyothalló őrnagy azonban úgy vélte, kár lenne visszavonulni, amikor az ellenség nem mutatkozik. Aulich tábornok ugyan megkapta Damjanich üzenetét, de csak akkor mozdult, amikor az egyre erősödő ágyúdörgés hallatán Bayer József ezredes, a hadsereg vezérkari főnöke erre utasította.
Damjanich támadása nem járt sikerrel. Windisch-Grätz felismerte, hogy Gödöllőnél nem kell tartania Gáspár újabb támadásától, ezért Schlik egyik hadosztályát Isaszeg felé indította, s az oldalba kapta az Isaszeg ellen nyomuló Damjanichot. A magyar hadtestparancsnoknak vissza kellett vonulnia a Király-erdőbe, de megpróbálta megakadályozni, hogy a császári-királyi gyalogság is benyomuljon oda.

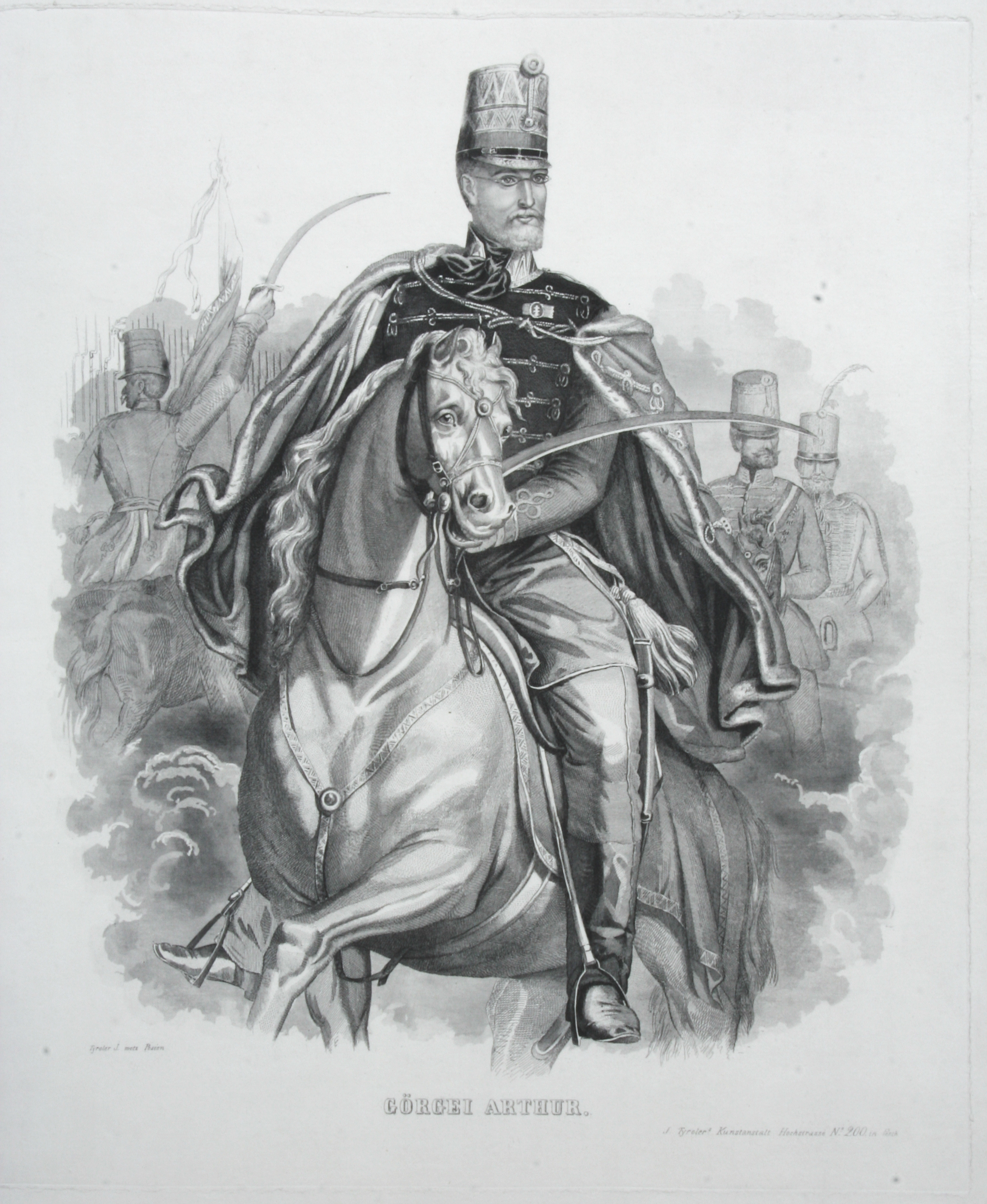
Görgei Artúr magyar fővezér

## Görgei közbeavatkozása
A magyar csapatok eddig egymástól függetlenül harcoltak: Klapka, Damjanich, Gáspár és Aulich a saját feje után ment. A hadsereg vezérkari főnöke, Bayer József ezredes Dányban, Görgei valamivel előrébb, Kókán tartózkodott. A visszavonuló horvátok által felgyújtott Király-erdő füstje eltakarta a csata füstjét, s az ágyúzást sem lehetett hallani. Délután 3 óra tájban megérkezett Görgei egyik huszára, s jelentette, hogy az ütközet nemcsak megkezdődött, hanem már szerencsétlen fordulatot is vett. Erre Görgei lóra pattant, s – Vukovics Sebő kormánybiztos szavait idézve – „elrobbant a csatatérre”.
A fővezért aggasztotta, hogy Aulich csapatai időben megérkeznek-e a csatatérre, ezért ő maga is utasítást küldött neki. A II. hadtest csapatai azonban ekkor már a csatatér felé tartottak. Görgei találkozott is velük a Király-erdő keleti szélén. Itt kapta meg Gáspár tábornok jelentését, hogy a VII. hadtest harc nélkül megszállta a Galga vonalát, s Gödöllő ellen nyomul. Görgei úgy vélte, hogy könnyen megsemmisítheti a vele szemben álló császári-királyi csapatokat, ha Damjanich hadteste szilárdan tartja magát, Klapka hadteste pedig beveszi Isaszeget, s észak felé szorítja az ellenséget. Így a Gödöllő felől támadó VII. hadtest és a másik három hadtest szorításában a császári-királyi fősereg megsemmisül. Klapka visszavonulása miatt a Király-erdő szélének egy része azonban megszállatlanul maradt. Ez pedig azzal a veszéllyel fenyegetett, hogy az ellenség betör a résbe, s elvágja egymástól a magyar csapatokat. Görgei tehát a II. hadtest négy zászlóalját a jobbszárny felé, kettőt a veszélyeztetett hadközépre, a 61. honvédzászlóaljat pedig Klapka megsegítésére küldte.
Ő maga Klapka csapatait kereste fel. Megjelenése lelkesítette a katonákat, noha azzal kezdte, hogy leszidta a hátrálókat. Az egyik zászlóaljparancsnok azonban megmondta neki: „Az én zászlóaljam Klapka tábornok parancsára retirál”. Görgei ezután Klapkát kereste fel.

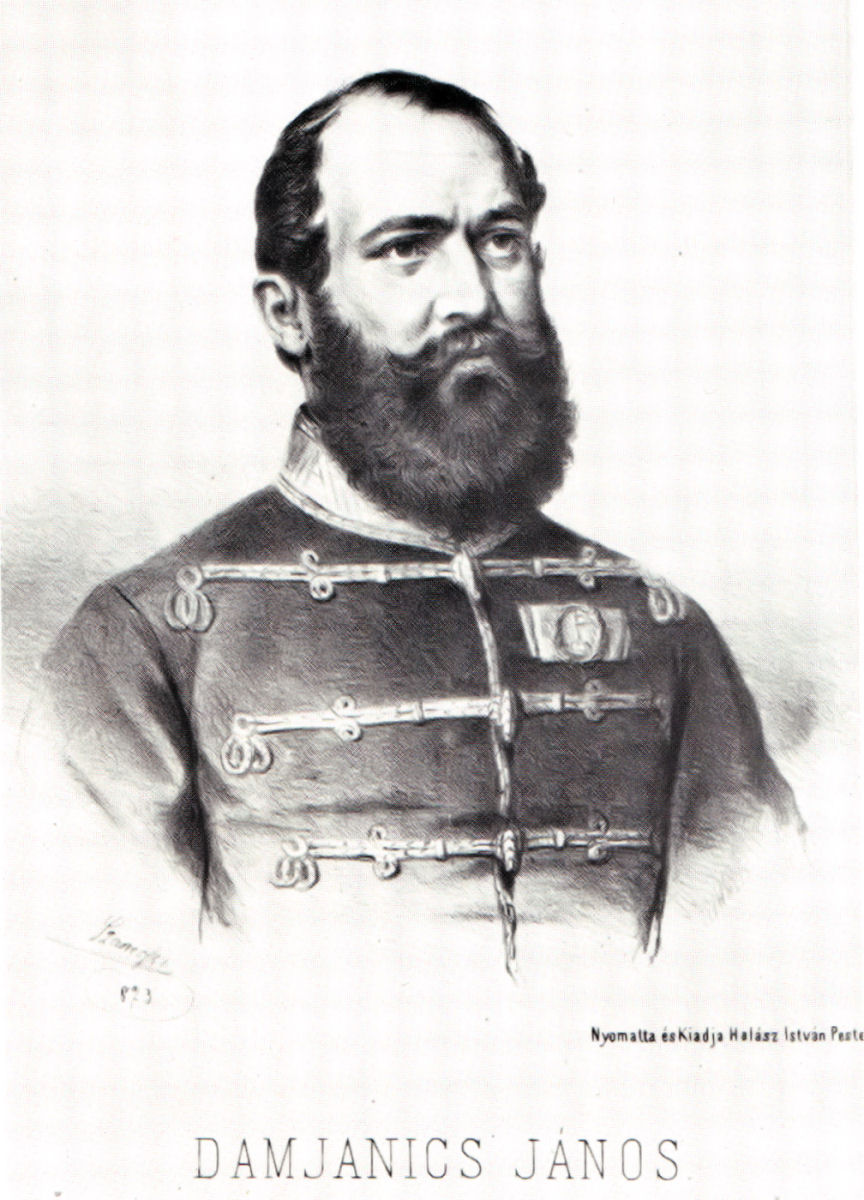
Damjanich János, a III. hadtest parancsnoka

## A szerencsés fordulat
A tábornok azt fejtegette, hogy „a küzdelem félbeszakítását kénytelen tanácsolni, mert gyalogságának elfogyott a tölténye, és nagyon ki van merülve. – A győzelem ma már lehetetlen, de holnap megint lehetséges lesz”. Görgei erre figyelmeztette Klapkát: ő dolgozta ki a terveket, ő maga mondta, hogy napról napra be kell tartani a menetparancsokat. Különben is, „gyalogsága a hátrálásban mutatott gyorsaságáról ítélve nem látszik annyira kimerültnek, hogy még néhány szuronytámadást meg ne kísérelhessen, ehhez pedig akkor is elegendő a tölténye, ha igazán mindet ellőtte”. Görgei Klapka érzelmeire is próbált hatni: „Ma kell győzni, vagy mehetünk vissza a Tisza mögé! E két megoldás van, harmadik nincs. Damjanich még mindig állja a csatát, Aulich előrenyomul: győznünk kell!” – mondta neki. Klapkára hatottak is Görgei szavai, s ismét támadást parancsolt.

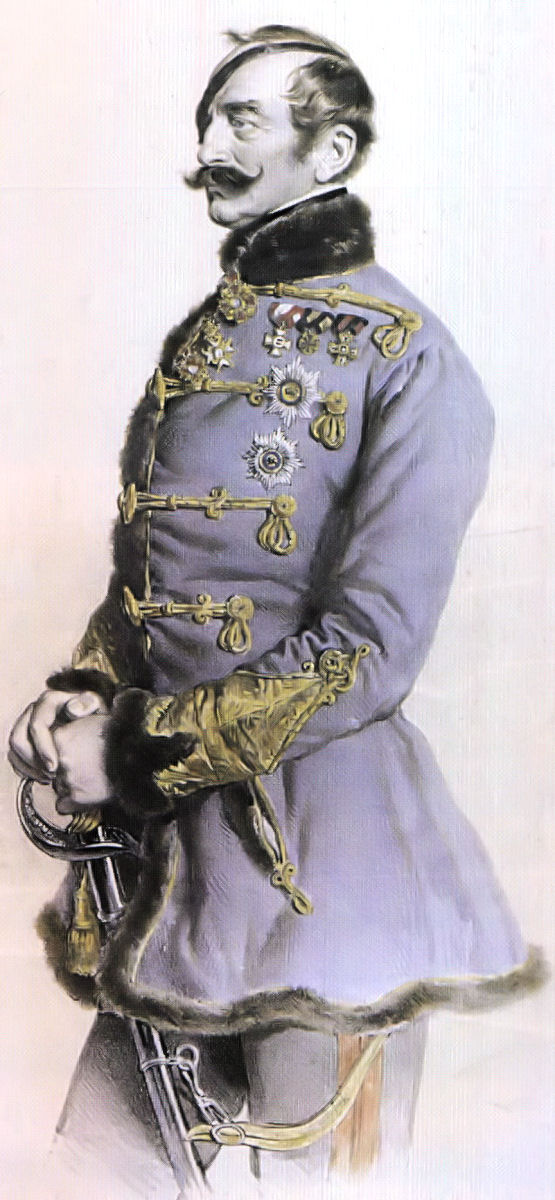
Franz von Schlik tábornok, a császári III. hadtest parancsnoka

Görgei ezután a jobbszárnyra sietett, s közölte Damjanichcsal új haditervét, s azt, hogy Klapka ismét előrenyomul. Damjanich borúlátóan nyilatkozott: „Mit ér a Klapka előre nyomulása? Ha egy részeg honvéd megint szédülésről panaszkodik, ha egy másik megint fölrántja a tölténytokját, Klapka tüstént újra jajveszékelni kezd, hogy zászlóaljai holtra fáradtak, és nincs töltényük; azzal aztán megfordul, és engem megint cserbenhagy.”  Aulich előrenyomulásának hírét azonban örömmel fogadta.
Schlik hadosztálya közben egyre erőteljesebben rohamozta Damjanich csapatait. Amikor az Aulich által Damjanich segítségére küldött négy zászlóalj megérkezett, először inkább zavart keltett, az 56. zászlóalj ugyanis ellenségnek nézte a császári-királyi egyenruhát viselő 19. gyalogezred 3. zászlóalját, s lőni kezdte. A lövöldözésnek Görgei és Damjanich vetett véget.
Damjanichnak immár tíz zászlóalja volt szemben Schlik öt zászlóaljával. A zászlóaljak kötelékei azonban annyira felbomlottak, hogy nem tudta őket rohamra sorakoztatni. Így csak a megtámadott állás védelmére szorítkozhatott. Tizenhét lovasszázadával ellensúlyoznia kellett a harmincnégy lovasszázadból álló ellenséges lovasságot; lövegei száma pedig feleakkora volt, mint Schlik ágyúié. A jobb szárnyon este 11 óráig változatlan maradt a két fél helyzete.

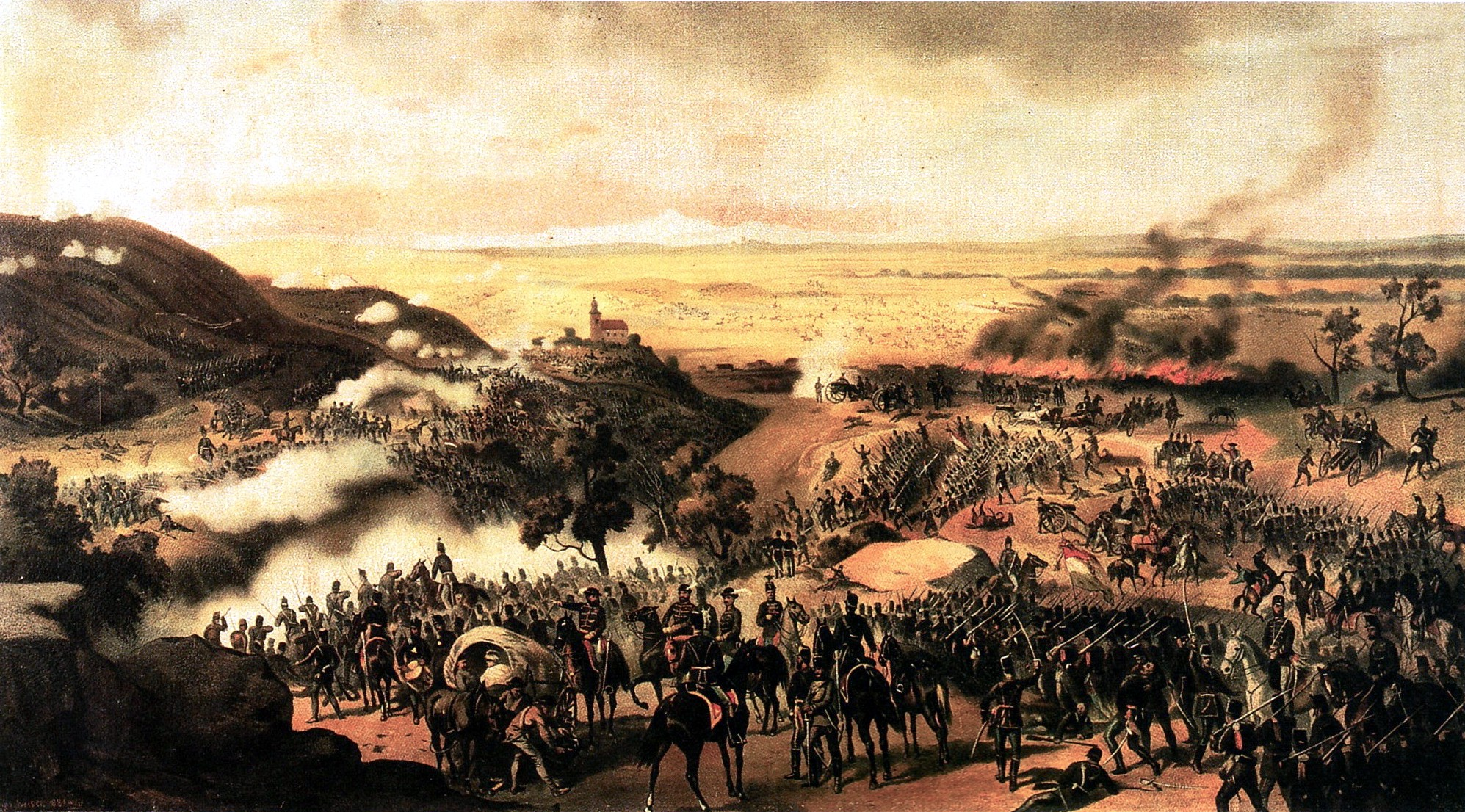
Csatakép isaszegnél

Nem úgy a balszárnyon. Klapka és Aulich csapatai este 7 óra tájban lendültek támadásba. Előbb Isaszeget vették be, majd az égő falun át megrohanták a Rákos-patak jobbpartján lévő ellenséges állásokat, s onnan is elűzték a császári-királyi csapatokat. Windisch-Grätz, aki este 7 óra tájban még azt hitte, hogy megnyerte a csatát, 9 órakor már kénytelen volt visszavonulni. Az Isaszegnél történtekből ugyanis arra következtetett, hogy a magyar fősereg Budától akarja elszorítani őt. 
A csata után még Görgei is bizonytalan volt. A magyar jobbszárnyon a késő esti órákig döntetlen volt a harc. Középen, ahol a II. hadtest csapatainak egy része és a III. hadtest lovassága harcolt, szintén nem volt döntő összecsapás, a balszárnyon azonban Aulichtól arról értesült, hogy Jellačić csapatai Gödöllő felé vonultak vissza.

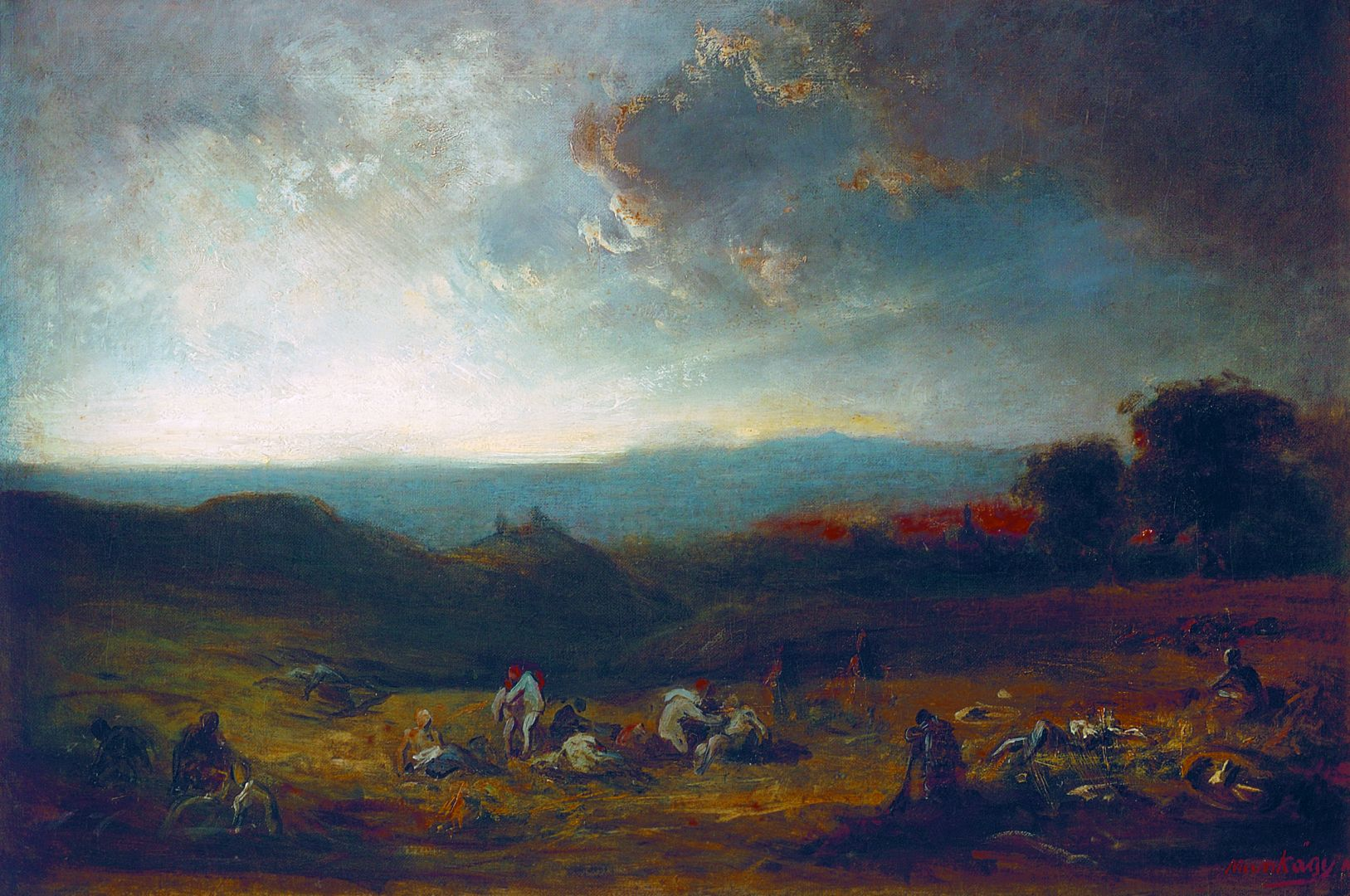
Munkácsy Mihály: Isaszegi csatatér

## Civil áldozatok
Az isaszegi csatának civil áldozatai is voltak. A csata idején nőket és gyerekeket egy pincébe bújtattak el, mely bomba találatot kapott. Az esemény így szerepel az isaszegi római katolikus halotti anyakönyvben: "Isaszeghiekre nézve örök emlékezetre méltó napon Jelasics horvátjai és á magyarok közti ütközet alkalmával : Kocsis Rozália Juhász Mártony neje 50 esz. – Mihály előbbi fia 18 esz – Bertha Erzsébet Hujucz Mihály özvegye 28 esz – Albert előbbi fia 7 eszt. János szintén előbbi fia 1 eszt.  – Ziman Anna Vasicza István neje 22 eszt. Joannes +előbbi fia 1 eszt. ágyúzás elől bátorság  okáért pinczébe zárkóztak: azonban szerencsétlenül meg gyuladván bomba által á ház, s mind a pinczébe fúlva halva találtattak.” 

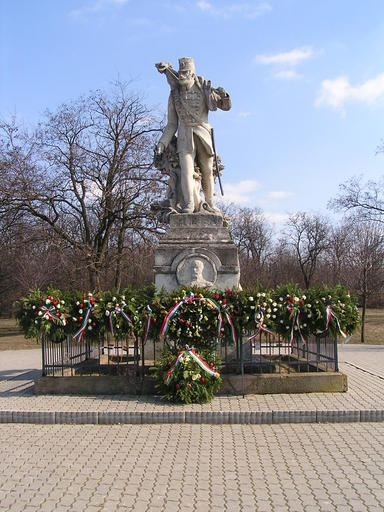
Az isaszegi csata emlékműve Isaszegen